# 李飞月
李飞月（1958年—），女，中华人民共和国外交官，曾任中华人民共和国驻累西腓总领事。

## 生平
1991年，进入中华人民共和国外交部工作，先后在外交部非洲司、驻巴西大使馆、驻澳门特别行政区特派员公署任职。2006年，任驻莫桑比克大使馆参赞。2007年，任驻葡萄牙大使馆参赞。2010年，任外交部非洲司参赞。2011年，任驻安哥拉大使馆参赞。2015年4月，出任中华人民共和国驻累西腓总领事。2018年5月，自驻累西腓总领事离任。

## 家庭
已婚，丈夫是外交官高克祥，两人育有一女。